# Spalony Potok
Spalony Potok, Zadni Spalony Potok, Spadowy Potok (słow. Spálenský potok, Vodopádový potok, Spádový potok) – potok będący orograficznie lewym dopływem Rohackiego Potoku w słowackich Tatrach Zachodnich. Wypływa z Zielonego Stawku w Dolinie Spalonej na wysokości ok. 1490 m i w pobliżu Adamculi uchodzi do Rohackiego Potoku na wysokości ok. 1185 m. Ma długość zaledwie ok. 1200 m, ale bardzo duży spadek – średnio 25,8%. Wysoki próg Doliny Spalonej zwany jest Spalonymi Spadami. Na progu tym potok tworzy dwa Rohackie Wodospady. Szczególnie interesujący jest Wyżni Rohacki Wodospad, do którego prowadzi znakowana, krótka, boczna ścieżka. W czasie dużych opadów atmosferycznych korytem Spalonego Potoku rwą wody o ogromnej sile niszczenia, wyrywające z korzeniami całe drzewa i toczące ogromne głazy. Stąd też koryto potoku zawalone jest licznymi kłodami drzew.

## Szlaki turystyczne
– niebieski od Adamculi do Wyżniego Stawu Rohackiego. Poniżej Adamculi szlak przekracza mostkiem Spadowy Potok i prowadzi obok Rohackich Wodospadów i Zielonego Stawku.
- Czas przejścia z Adamculi do wodospadów: 30 min, ↓ 25 min
- Czas przejścia od wodospadów nad Zielony Stawek: 40 min, ↓ 25 min
- Czas przejścia znad Zielonego Stawku nad Wyżni Staw Rohacki: 20 min, z powrotem tyle samo

  – z Adamculi razem z niebieskim aż do Zielonego Stawku biegnie żółty szlak, który potem kieruje się na Banikowską Przełęcz.
- Czas przejścia z Adamculi do wodospadów: 30 min, ↓ 25 min
- Czas przejścia od wodospadów nad Zielony Stawek: 40 min, ↓ 25 min
- Czas przejścia znad stawku na przełęcz: 1:55 h, 1:25 h